# بشمك
البَشْمَك أو الصُوْفة (بالفارسية: پشمک) هو نوع من غزل البنات إيراني أو أفعاني مصنوع من السكر. تؤكل البشمك بمفردها أو مرافقةً للفاكهة والكعك والمثلجات والحلويات. وتعرف عالميًا باسم حلوى القطن الفارِسية. قد تُزيّن بالفستق المطحون. مع أن الملمس يشبه غزل البنات إلا أن الطريقة والمكونات مختلفة.
نشأت البشمك في مدينة يزد الإيرانية المعروفة بمختلف الحلويات الفارسية التقليدية مثل البقلاوة والقطاب ومن السما خلال الدولة الصفوية.